# Lisa De Vanna
Lisa Marie De Vanna, née le 14 novembre 1984 à Perth en Australie, est une joueuse australienne de football évoluant au poste d'attaquante Internationale australienne.

## Biographie
De Vanna participe aux Jeux olympiques de 2004 avec la sélection australienne, et atteint les quarts de finale du tournoi, éliminée contre la Suède. Elle joue la Coupe du monde de football féminin 2007 et la Coupe du monde de football féminin 2011, marquant au total cinq buts dans ces deux compétitions. Les Australiennes sont éliminées au stade des quarts de finale, en 2007 par les États-Unis, et en 2011 par la Suède.